# Оравец, Матей
Матей Оравец (словац. Matej Oravec; 30 марта 1998, Трнава, Словакия) — словацкий футболист, защитник клуба «Железиарне Подбрезова».

## Клубная карьера
Оравец является воспитанником академии клуба «Спартак Трнава». С сезона 2016/2017 — игрок основной команды. 17 июля 2016 года дебютировал в чемпионате Словакии поединком против «Шпорт Подбрезова», выйдя в стартовом составе и проведя на поле весь матч. За две недели до этого дебютировал за «Спартак» в поединке квалификационного раунда Лиги Европы против «Хиберниана», выйдя на замену на 51-й минуте.
В январе 2019 года Оравец, после того как переговоры с «Трнавой» о продлении контракта не увенчались успехом, перешёл в «Железиарне Подбрезова», подписав 2,5-летний контракт.
Летом 2019 года Оравец перешёл в «ДАК 1904 Дунайска-Стреда», подписав контракт на три года, до лета 2022 года.
20 января 2020 года Оравец перешёл в клуб MLS «Филадельфия Юнион», подписав трёхлетний контракт с опцией продления на четвёртый год.
13 июля 2021 года вернулся в «Железиарне Подбрезова», отправившись в однолетнюю аренду.
7 июля 2022 года контракт Оравеца с «Филадельфией Юнион» был расторгнут по обоюдному согласию сторон.

## Карьера в сборной
Вызывался в юношеские и молодёжные сборные Словакии.

## Достижения
«Спартак» Трнава
- Чемпион Словакии: 2017/18